# Jocurile Europene în sală din 1969
A 4-a ediție a Jocurilor Europene în sală s-a desfășurat între 8 și 9 martie 1969 la Belgrad, Iugoslavia. Au participat 220 de sportivi din 22 de țări.

## Sală
Probele au avut loc la Sala Expoziției 1 din Belgrad. Aceasta a fost inaugurată în anul 1957.

Sala Expoziției
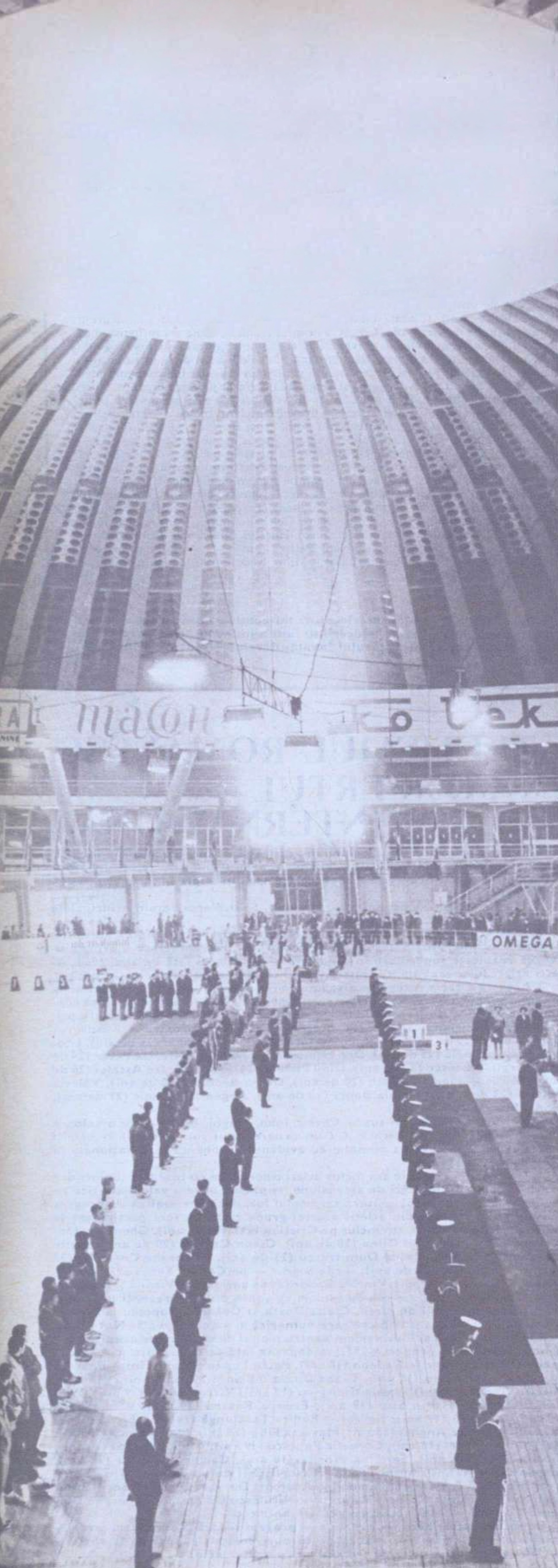

## Rezultate
RM - cea mai bună performanță din lume; RE - record european; RC - record al competiției; RN - record național; PB - cea mai bună performanță a carierei

### Masculin
| Event                | Aur                                                                                | Aur       | Argint                                                                        | Argint | Bronz                                                            | Bronz  |
| 50 m                 | Zenon Nowosz (POL)                                                                 | 5,8       | Valeri Borzov (URS)                                                           | 5,8    | Bob Frith (GBR)                                                  | 5,8    |
| 400 m                | Jan Balachowski (POL)                                                              | 47,3      | Jan Werner (POL)                                                              | 47,4   | Iuri Zorin (URS)                                                 | 47,4   |
| 800 m                | Dieter Fromm (GDR)                                                                 | 1:46,6 RC | Henryk Szordykowski (POL)                                                     | 1:47,1 | Noel Carroll (IRL)                                               | 1:47,6 |
| 1500 m               | Edgard Salvé (BEL)                                                                 | 3:45,9    | Knut Brustad (NOR)                                                            | 3:46,2 | Walter Wilkinson (GBR)                                           | 3:46,4 |
| 3000 m               | Ian Stewart (GBR)                                                                  | 7:55,4 RC | Javier Álvarez (ESP)                                                          | 7:56,2 | Werner Girke (FRG)                                               | 7:56,8 |
| 50 m garduri         | Alan Pascoe (GBR)                                                                  | 6,6       | Werner Trzmiel (FRG)                                                          | 6,6    | Nicolae Perțea (ROM)                                             | 6,7    |
| Ștafetă 4×390 m      | Polonia Jan Werner Jan Radomski Andrzej Badeński Jan Balachowski                   | 3:01,9    | Uniunea Sovietică Leonid Mikișev Aleksandr Bratcikov Valeri Borzov Iuri Zorin | 3:01,9 | RFG Dieter Hübner Herbert Moser Peter Bernreuther Manfred Kinder | 3:04,5 |
| Ștafetă mixtă        | Poland · Edward Romanowski · Andrzej Badeński · Henryk Szordykowski · Jan Radomski | 4:16,4    |                                                                               |        |                                                                  |        |
| Ștafetă 3×1000 m     | RFG Anton Adam Walter Adams Harald Norpoth                                         | 7:08,0    | Cehoslovacia Ján Šišovský Petr Blaha Pavel Pěnkava                            | 7:23,1 | Iugoslavia Radovan Piplović Slavko Koprivica Adam Ladik          | 7:42,8 |
| Săritura în înălțime | Valentin Gavrilov (URS)                                                            | 2,14      | Henry Elliott (FRA)                                                           | 2,14   | Șerban Ioan (ROM)                                                | 2,14   |
| Săritura cu prăjina  | Wolfgang Nordwig (GDR)                                                             | 5,20 =RC  | Gennadi Bleznițov (URS)                                                       | 5,10   | Joachim Bär (GDR)                                                | 5,10   |
| Săritura în lungime  | Klaus Beer (GDR)                                                                   | 7,77      | Lynn Davies (GBR)                                                             | 7,76   | Rafael Blanquer (ESP)                                            | 7,63   |
| Triplusalt           | Nikolai Dudkin (URS)                                                               | 16,73 RC  | Zoltán Cziffra (HUN)                                                          | 16,46  | Carol Corbu (ROM)                                                | 16,20  |
| Aruncarea greutății  | Heinfried Birlenbach (FRG)                                                         | 19,51 RC  | Hartmut Briesenick (GDR)                                                      | 19,19  | Heinz-Joachim Rothenburg (GDR)                                   | 18,69  |

### Feminin
| Event                | Aur                                                                              | Aur       | Argint                                                                                  | Argint | Bronz                                                                    | Bronz  |
| 50 m                 | Irena Szewińska (POL)                                                            | 6,4       | Sylviane Telliez (FRA)                                                                  | 6,5    | Madeleine Cobb (GBR)                                                     | 6,5    |
| 400 m                | Colette Besson (FRA)                                                             | 54,0 RC   | Christel Frese (FRG)                                                                    | 54,8   | Rosemary Stirling (GBR)                                                  | 54,8   |
| 800 m                | Barbara Wieck (GDR)                                                              | 2:05,3 RC | Magdolna Kulcsár (HUN)                                                                  | 2:07,5 | Anna Zimina (URS)                                                        | 2:08,0 |
| 50 m garduri         | Karin Balzer (GDR)                                                               | 7,2       | Meta Antenen (SUI)                                                                      | 7,3    | Christine Perera (GBR)                                                   | 7,4    |
| Ștafetă 4×195 m      | Franța Odette Ducas Sylviane Telliez Colette Besson Christiane Martinetto        | 1:34,3    | Uniunea Sovietică Galina Buharina Vera Popkova Liudmila Golomazova Liudmila Samotiosova | 1:34,6 | Iugoslavia Darja Marolt Verica Ambrozi Ljiljana Petnjarić Marijana Lubej | 1:36,9 |
| Ștafetă mixtă        | Uniunea Sovietică Vera Popkova Liudmila Samotiosova Raisa Nikonorova Anna Zimina | 4:52,4    | Polonia Irena Szewińska Zdzisława Robaszewska Elżbieta Skowrońska Zofia Kołakowska      | 4:53,2 | Iugoslavia Verica Ambrozi Ika Maričić Mirjana Kovačev Ninoslava Tikvicki | 5:05,9 |
| Săritura în înălțime | Rita Schmidt (GDR)                                                               | 1,82      | Iordanka Blagoeva (BUL)                                                                 | 1,82   | Antonina Lazareva (URS)                                                  | 1,79   |
| Săritura în lungime  | Irena Szewińska (POL)                                                            | 6,38      | Sue Scott (GBR)                                                                         | 6,18   | Meta Antenen (SUI)                                                       | 6,15   |
| Aruncarea greutății  | Marita Lange (GDR)                                                               | 17,52     | Ivanka Hristova (BUL)                                                                   | 16,94  | Ingeburg Friedrich (GDR)                                                 | 16,42  |

## Clasament pe medalii

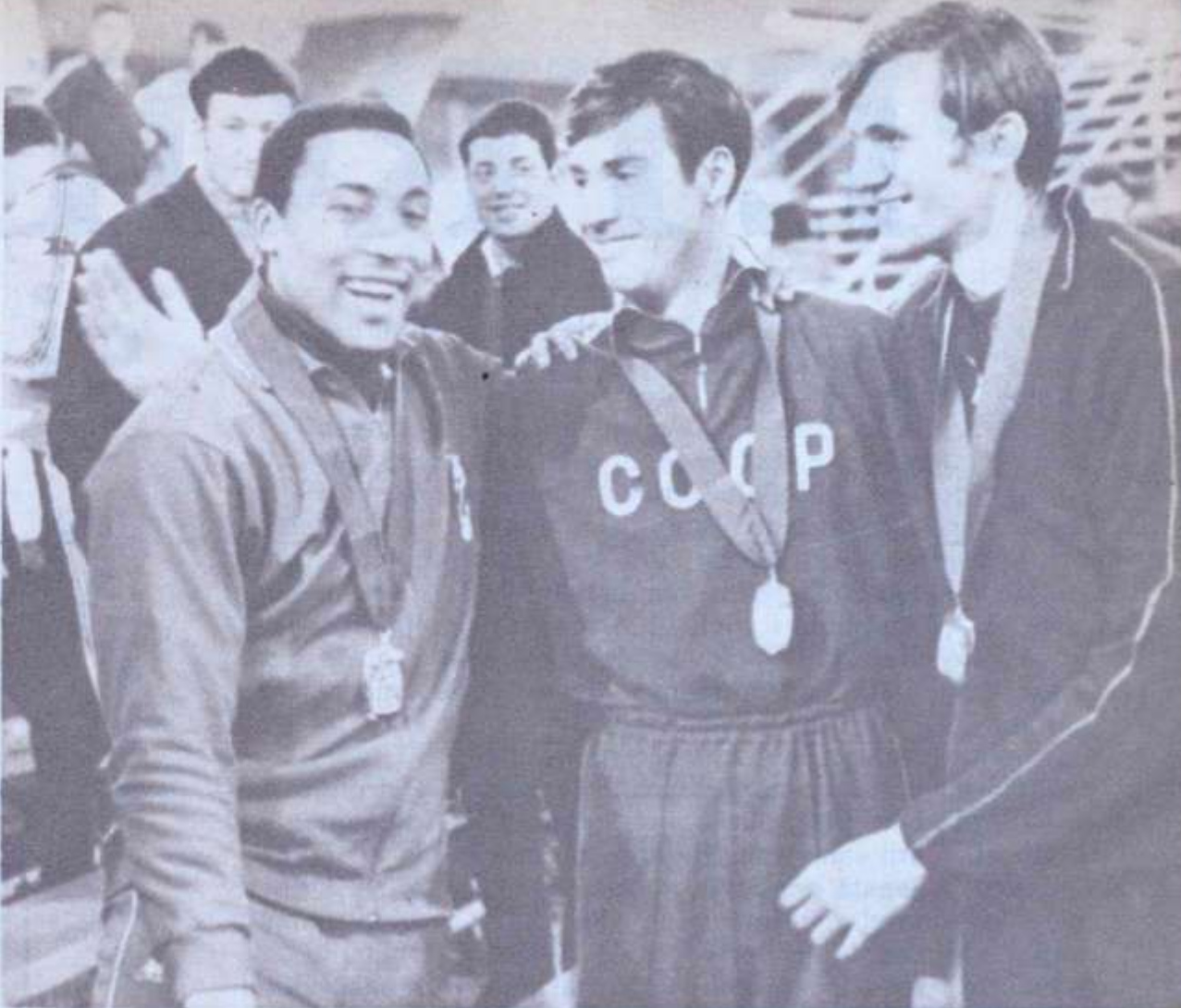
Medaliați la săritura în înălțime: Henry Elliott, Valentin Gavrilov, Șerban Ioan

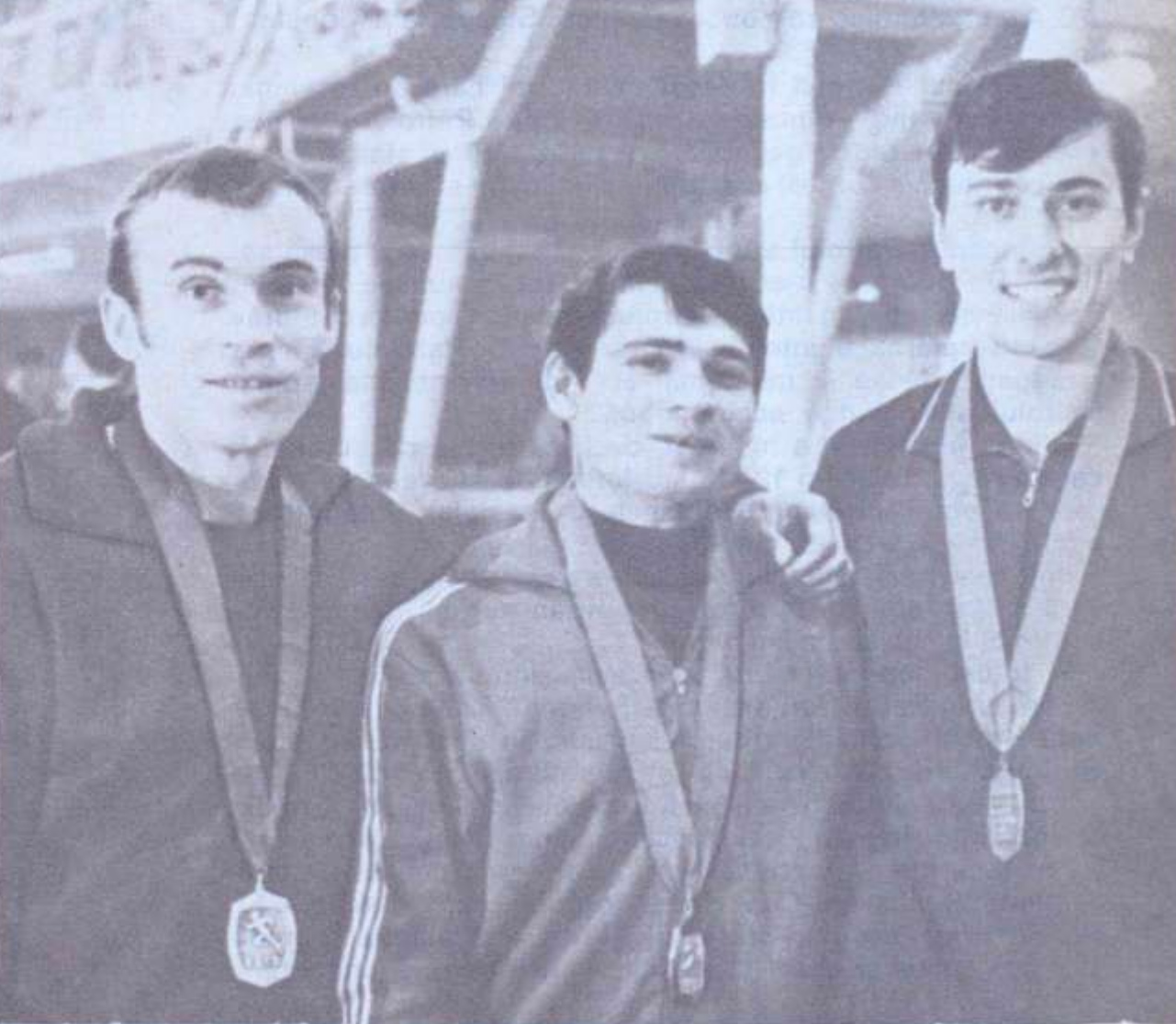
Medaliați la triplusalt: Zoltan Cziffra, Nikolai Dudkin, Carol Corbu

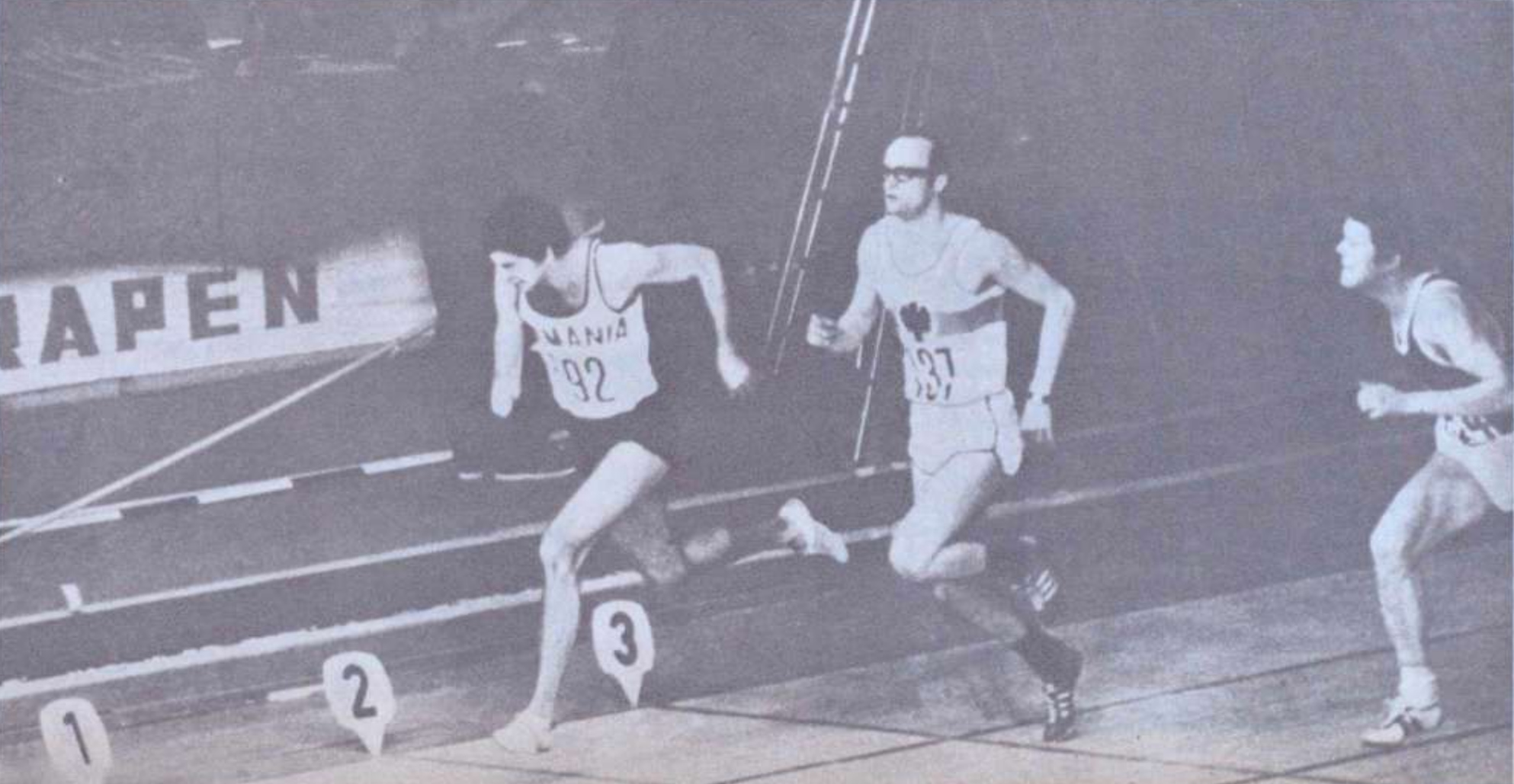
Nicolae Perțea (la stânga) a câștigat bronzul la 50 m garduri

| Loc   | Țară                        | Aur | Argint | Bronz | Total |
| ----- | --------------------------- | --- | ------ | ----- | ----- |
| 1     | Republica Democrată Germană | 7   | 1      | 3     | 11    |
| 2     | Polonia                     | 6   | 3      | 0     | 9     |
| 3     | Uniunea Sovietică           | 3   | 4      | 3     | 10    |
| 4     | Regatul Unit                | 2   | 2      | 5     | 9     |
| 5     | RFG                         | 2   | 2      | 2     | 6     |
| 6     | Franța                      | 2   | 2      | 0     | 4     |
| 7     | Belgia                      | 1   | 0      | 0     | 1     |
| 8     | Bulgaria                    | 0   | 2      | 0     | 2     |
| 8     | Ungaria                     | 0   | 2      | 0     | 2     |
| 10    | Elveția                     | 0   | 1      | 1     | 2     |
| 10    | Spania                      | 0   | 1      | 1     | 2     |
| 12    | Cehoslovacia                | 0   | 1      | 0     | 1     |
| 12    | Norvegia                    | 0   | 1      | 0     | 1     |
| 14    | Iugoslavia                  | 0   | 0      | 3     | 3     |
| 14    | România                     | 0   | 0      | 3     | 3     |
| 16    | Irlanda                     | 0   | 0      | 1     | 1     |
| Total | Total                       | 23  | 22     | 22    | 67    |

## Participarea României la campionat
Zece atleți (3 la feminin și 7 la masculin) au reprezentat România.
- Nicolae Perțea – 50 m garduri - locul 3
- Șerban Ioan – înălțime - locul 3
- Carol Corbu – triplusalt - locul 3
- Vasile Sărucan – lungime - locul 4
- Dinu Piștalu – prăjină - locul 8
- Aura Petrescu – 50 m - locul 9
- Ervin Sebestyen – 50 m - locul 10
- Tamas Szabo – 50 m - locul 10
- Alina Popescu – lungime - locul 10
- Elena Mîrza – 50 m garduri - locul 14